# Lentzweiler
Lentzweiler (luxemburgisch Lenzweilerⓘ) ist eine Ortschaft in der Gemeinde Wintger, Kanton Clerf im Großherzogtum Luxemburg.

## Lage
Lentzweiler liegt im Ösling an der Nationalstraße 18. Im Südosten grenzt direkt an den Ort ein Gewerbegebiet an. Nachbarorte Rümlingen im Norden, Eselborn im Osten und Deiffelt und Stockem im Westen.

## Allgemeines
Lentzweiler gehört zu den kleineren Ortsteilen der Gemeinde Wintger. 